# Dipartimento dell'IJssel Superiore
Dipartimento dell'IJssel Superiore era il nome di un dipartimento del Primo Impero francese, situato negli attuali Paesi Bassi. Il nome era dovuto al fatto che al suo interno scorreva il tratto superiore del fiume IJssel.
Fu creato il 1º gennaio 1811, in seguito all'annessione del Regno d'Olanda da parte della Francia; il capoluogo era Arnhem.
Fu suddiviso negli arrondissement di Arnhem, Tiel e Zutphen.
Si stima che nel 1813, su una superficie di 5 611 km², avesse 192 700 abitanti.
Il dipartimento fu eliminato con la costituzione del Regno Unito dei Paesi Bassi dopo la sconfitta di Napoleone nel 1814. Il territorio dell'ex dipartimento corrisponde approssimativamente alla provincia della Gheldria.